# Mohamed Ali Ben Abdallah
Mohamed Ali Ben Abdallah (arabe : محمد علي بن عبد الله), né le 1er janvier 1990 à Khereddine, est un basketteur tunisien. Il évolue au poste d'ailier et d'ailier fort.

## Carrière
Il évolue treize ans au sein de son club formateur, l'Étoile sportive goulettoise.
Il dispute le tournoi qualificatif pour le championnat d'Afrique 2008 de basket-ball des moins de 18 ans à Alexandrie (Égypte) avec l'équipe de Tunisie.
Durant la saison 2009-2010, il prend la deuxième place de la Ligue 2 et accède en Ligue 1, après avoir perdu la finale de la Ligue 2 contre le Tunis Air Club.
En 2014, il remporte la finale de la coupe de la Fédération contre la Jeunesse sportive d'El Menzah.
Le 18 septembre 2023, il retourne à l'Étoile sportive goulettoise.

## Clubs
- 2006-2019 : Étoile sportive goulettoise (Tunisie, Ligue 1 et 2)
- 2019-2020 : Jeunesse sportive d'El Menzah (Tunisie, Ligue 1)
- 2020-2023 : Union sportive El Ansar (Tunisie, Ligue 1)
- depuis 2023 : Étoile sportive goulettoise (Tunisie, Ligue 1)

## Palmarès
- Vainqueur de la coupe de la Fédération : 2014